# Canuto Kallan
Canuto Kallan (født 16. december 1960 i København) er en dansk/græsk kunstmaler og grafiker. Han blev først udlært i København som møbelsnedker (tildelt en sølvmedalje) og senere civilingeniør fra Danmarks Tekniske Universitet. I 1993 flyttede han til Athen, hvor han blev uddannet på Kunstakademiets  maleri- og grafikafdeling (1997-2003).
Canuto Kallan har overvejende udstillet i lande uden for Danmark, som f.eks. i Bosnien-Hercegovina, Canada, Grækenland, Israel, Italien, Rumænien, Sydafrika, Tyrkiet og Tyskland.

## Eksterne kilder og henvisninger
1. ↑  "Athens School of Fine Arts". Arkiveret fra originalen 21. juli 2011. Hentet 23. marts 2011.

- Den Store Danske Encyklopædi
- Canuto Kallan
- Musetouch-Visual Arts Magazine Arkiveret 15. december 2013 hos  Wayback Machine
- Frissiras Museum, Museum for Contemporary European Painting, Athen, Grækenland Arkiveret 15. december 2013 hos  Wayback Machine

- Επιμελητήριο Εικαστικών Τεχνών Ελλάδος/Greek Chamber of Fine Arts: ΠΑΝΟΡΑΜΑ ΕΛΛΗΝΙΚΗΣ ΧΑΡΑΚΤΙΚΗΣ / GREEK PRINTMAKING an OVERVIEW, Αθήνα / Athens 2008. ISBN 978-960-85229-2-3. Bogen er på engelsk og græsk.
- Επιμελητήριο Εικαστικών Τεχνών Ελλάδος: Η Ανθρώπινη μορφή στην τέχνη, Αθήνα 2009. ISBN 978-960-85229-3-0. Bogen er på græsk.
- "face to face a collector and the artists, Frissiras Museum. Athens ISBN 978-960-99756-2-9

|  | Artiklen om Canuto Kallan kan blive bedre, hvis der indsættes et (bedre) billede Du kan hjælpe ved at afsøge Wikimedia Commons for et passende billede eller uploade et godt billede til Wikimedia Commons iht. de tilladte licenser og indsætte det i artiklen. |